# John Scalise
John Scalise (nacido Giovanni Scalise, 1900, Castelvetrano, Sicilia - 7 de mayo de 1929, Chicago) fue una figura del crimen organizado de principios del siglo XX y, con su socio Albert Anselmi, fue uno de los sicarios más exitosos del Chicago Outfit en la era de la Prohibición en Chicago.

## Prohibición y guerras del crimen organizado
Poco después de comenzar a trabajar para la Gennas, Scalise conoció a Albert Anselmi, quien se convirtió en su mentor y mejor amigo. Ambos hombres siguen siendo, hasta el día de hoy, los principales sospechosos del asesinato en noviembre de 1924 de Dion O'Banion, jefe de la Pandilla del lado norte de Chicago.
Poco después del asesinato de O'Banion, Scalise y Anselmi desertaron en secreto de los Gennas al Al Capone Chicago Outfit. El 13 de junio de 1925, Anselmi y Scalise, junto con Mike Genna, tendieron una emboscada a los North Siders "Bugs" Moran y Vincent "The Schemer" Drucci en The Patch, disparando su coche con escopetas e hiriendo a Drucci. Aproximadamente una hora después, mientras los tiradores corrían hacia el sur por Western Avenue, fueron avistados y perseguidos por un escuadrón de detectives. Después de una persecución a alta velocidad, los mafiosos fueron alcanzados en la esquina de Western y 60th Street. Inmediatamente después de que los autos se detuvieran, los pandilleros saltaron y abrieron fuego con sus escopetas. Durante el tiroteo que siguió, los oficiales de policía de Chicago murieron y Michael Conway resultó gravemente herido. El cuarto oficial, William Sweeney, persiguió a Anselmi, Scalise y Genna que huían hacia el siguiente bloque de casas. Sweeney le disparó fatalmente a Genna, mientras que los otros dos fueron capturados después de abordar un tranvía cercano. Más tarde se dijo que cuando los detectives los vieron inicialmente, Scalise y Anselmi se dirigían a toda velocidad hacia el sur, hacia los límites de la ciudad de Chicago, para asesinar discretamente a Mike Genna, quien supuestamente había sido condenado a muerte por el empleador secreto de la pareja, Al. Capone.
Anselmi y Scalise estaban destinados a ser juzgados. El fiscal Bob Crowe prometió enviar a ambos hombres a la horca. Los abogados de los dos asesinos lograron convencer al jurado de que habían reaccionado contra una "agresión policial injustificada". Anselmi y Scalise fueron declarados culpables del homicidio involuntario del oficial Walsh y fueron sentenciados a 14 años de prisión.
En el tiempo entre sus juicios, los dos hombres y sus cohortes enviaron "recolectores" alrededor de The Patch para recaudar dinero para su fondo de defensa. Hombres como Henry Spignola y Antonio Morici fueron asesinados. Se descubrió que el principal "coleccionista", un temible mafioso llamado Orazio "The Scourge" Tropea, se quedaba con la mayoría de las colecciones. Tropea fue asesinado a tiros en Halsted Street el 15 de febrero de 1926. Siguieron otras muertes antes de que Scalise y Anselmi fueran absueltos del asesinato del patrullero Harold Olsen.
De vuelta en la prisión de Joliet, tanto Scalise como Anselmi tuvieron dificultades para adaptarse a la vida en prisión. Ambos hombres fueron golpeados con frecuencia y Scalise casi fue envenenado en una ocasión. Sin embargo, los dos todavía jugaron un papel en los asuntos de pandillas de Chicago. La guerra entre Capone y North Side Gang, ahora bajo Earl "Hymie" Weiss, alcanzó su punto máximo en el otoño de 1926. Durante una conferencia de paz, Weiss le ofreció la paz a Capone si los asesinos de O'Banion , Scalise y Anselmi, fueron asesinados. Capone se negó e hizo asesinar a Weiss menos de dos semanas después.
En diciembre de 1926, tanto Scalise como Anselmi recibieron un nuevo juicio por el asesinato de Walsh y en enero fueron liberados de prisión. En junio de 1927, los dos hombres fueron absueltos. Capone les ofreció una gran fiesta, culminada con un tiroteo con corchos de botellas de champán.

## Masacre del Día de San Valentín
Tanto John Scalise como Albert Anselmi fueron arrestados y acusados en el caso de la Masacre del Día de San Valentín. En la lectura de cargos de la pareja el 8 de marzo de 1929, su abogado Thomas Nash le preguntó al oficial que los arrestó, el sargento Fred Valenta, si tenía "motivos justos y razonables" para creer que Scalise y Anselmi cometieron la masacre. El sargento Valenta respondió: "No". Los dos gánsteres fueron luego liberados por falta de pruebas. Alrededor de este tiempo, Scalise había sido elevado a vicepresidente de la Unione Siciliana por el nuevo presidente Joseph "Hop Toad" Giunta, quien había asumido el cargo tras el asesinato de su expresidente, Pasqualino Lolordo.

## Últimos días
En la madrugada del 8 de mayo de 1929, los cuerpos de Scalise, Anselmi y Giunta fueron descubiertos en un camino solitario cerca de Hammond, Indiana. Los tres habían sido brutalmente golpeados y asesinados a tiros. Una de las heridas de bala de Scalise le había arrancado el dedo meñique de la mano izquierda. El forense dijo que nunca había visto cuerpos tan desfigurados. Inicialmente se sospechó que North Side Gang había matado al trío en represalia por la Masacre del Día de San Valentín. Sin embargo, esta teoría fue descartada unos días después cuando los informantes afirmaron que los tres hombres fueron atraídos a un banquete con sus amigos sicilianos y, mientras intentaban romper una pelea que se estaba organizando para su beneficio, fueron atacados y asesinados. El cuerpo de Scalise fue enviado de vuelta a Castelvetrano, Sicilia, para su entierro.
Años más tarde, surgió una historia más popular de que Al Capone había descubierto que Scalise, Anselmi y Giunta estaban conspirando con el mafioso rival Joe Aiello para traicionarlo. Al guardaespaldas de Capone Frankie Rio se le atribuyó el descubrimiento del plan, que su jefe inicialmente se negó a creer. Durante una farsa inventada para su beneficio, Capone discutió con Rio frente a Scalise y Anselmi y luego abofeteó a su guardaespaldas, que salió corriendo de la habitación. Ambos asesinos rastrearon a Frankie Rio y se ofrecieron a incluirlo en sus planes con Giunta y Aiello. Después de la confirmación de la traición, se desarrolló una artimaña elaborada para deshacerse de los conspiradores. En el clímax de una cena organizada en su honor, Capone sacó un bate de béisbol y golpeó a los tres hombres casi hasta matarlos, antes de que dos o tres hombres armados intervinieran para terminar el trabajo.

## Descendientes
Se decía que John Scalise era el tío de Chicago Outfit mafioso Joseph Jerome "Jerry" Scalise, que sirvió bajo Albert Tocco. Y tío bisabuelo de su familia emigrada a Argentina.